# Jath

Jath était un État princier des Indes, dirigé par des souverains qui portèrent le titre des "deshmukh" puis de "radjah" que seul le dernier souverain régnant porta. Cette principauté subsista jusqu'en 1948 puis fut intégrer dans l'État du Maharashtra.

## Liste des souverains de Jath de 1686 à 1948
- 1686-1706 Satvaji Rao
- 1706-1754 Yesu Bai
- 1754-1759 Yeshwant Rao
- 1759-1790 Amrit Rao Ier
- 1790-1810 Khanaji Rao (+1810)
- 1810-1822 Penkuka Bai (+1822)
- 1822-1823 Salu Bai (+1823)
- 1823-1835 Ram Rao Ier (+1835)
- 1835-1846 Baghirathi (+1846)
- 1846-1892 Amrit Rao II (1835-1892)
- 1892-1928 Ram Rao II (1886-1928)
- 1928-1948 Vijayasinh Rao (1909-1998)